# Los chicos del Preu
Los chicos del Preu és una pel·lícula espanyola dirigida per Pedro Lazaga en 1967.

## Argument
La pel·lícula narra les inquietuds, problemes, amors, amistats, desacords i experiències d'un grup de joves que emprenen un nou curs escolar, el preuniversitari, que els donarà accés a la Universitat i per tant, a la vida adulta.
La trama està vista a través dels ulls d'Andrés Martín (Emilio Gutiérrez Caba), un noi de Tomelloso que arriba a Madrid amb una beca i queda fascinat per la vida en la capital.
Després, en adonar-se del gran esforç econòmic que han de fer els seus pares, decideix guanyar diners descarregant camions en un mercat i compaginar aquest treball amb els estudis.
Com a dada curiosa compta amb la participació que suposà l'inici de la carrera del cantant Camilo Sesto.

## Repartiment
- María José Goyanes	...	Alejandra Jiménez Salvador 'Talento'
- Emilio Gutiérrez Caba...	Andrés Martín Alonso
- Cristina Galbó	...	Loli
- Óscar Monzón	...	Julio
- Karina	...	Yolanda Baeza Márquez 'Yoyo'
- Pedro Díez del Corral	...	Josele
- Marta Baizán	...	Mercedes Morales Serrano
- Camilo Blanes...	Manuel García Salcedo 'Lolo'
- Gonzalo González	...	Campuzano
- Gemma Cuervo	...	Sra. d'Alcaraz
- Mary Carrillo	...	Mare d'Andrés
- Margot Cottens	...	Mare de Lolo
- Pastora Peña	...	Mare de Loli
- Carlos Mendy...	Juan, pare d'Andrés
- José Orjas...	Don Joaquín, professor de Filosofia

## Premis
Fou la pel·lícula més guardonada als Premis del Sindicat Nacional de l'Espectacle de 1967: millor pel·lícula (3r premi), millor director (Pedro Lazaga), millor actriu principal (María José Goyanes), millor actor principal (Emilio Gutiérrez Caba) i millor actor secundari (José Orjas).